# Холм одного дерева (сезон 9)
«Холм одного дерева» (англ. One Tree Hill) — американский телесериал, молодёжная драма. Премьера состоялась 23 сентября 2003 года на телеканале The WB. Финал сериала вышел 4 апреля 2012. 9 сезон — последний.

## Сюжет
Старого знакомого — Криса Келлера присылают в Три-Хилл, для ведения руководства Red Bedroom Records. Кафе Дэна сгорает, и он возвращается в город, прося помощи у семьи Нейтона. Отец Брук — Тэд — возвращается и предлагает дочери новый бизнес, что очень не нравится Виктории. Келлер делает Алекс предложение, от которого она не смогла отказаться. Джулиан покупает большой студийный павильон, но из-за отмены его фильма его негде использовать.

## В ролях
- Джеймс Лафферти в роли Нейтана Скотта
- Бетани Джой Галеоти в роли Хэйли Джеймс Скотт
- София Буш в роли Брук Дэвис
- Остин Николс в роли Джулиана Бэйкера
- Роберт Бакли в роли Клэйтона Эванса
- Шантель Вансантен в роли Квин Джеймс
- Джексон Брандейдж в роли Джеймса Лукаса Скотта
- Пол Йоханссон в роли Дэна Скотта
- Ли Норрис в роли Марвина «Мауса» Макфаддена
- Лиза Голдштейн в роли Милисент Хакстэйбл
- Тайлер Хилтон в роли Криса Келлера
- Яна Крамер в роли Алекс Дюпре(1—2 эпизоды)

## Приглашённые звёзды
- Чад Майкл Мюррей в роли Лукаса Скотта
- Барбара Элин Вудс в роли Деб Ли
- Стивен Коллетти в роли Чейза Адамса
- Энтуон Таннер в роли Энтуона «Скиллза» Тейлора
- Дафна Зунига в роли Виктории Дэвис
- Эллисон Манн в роли Лорен
- Скотт Холройд в роли Дэвида
- Ричард Бёрджи в роли Тэда Дэвиса
- Бэвин Принс в роли Бэвин
- Дэвин Макги в роли Ксавьера Дэниэлса
- Челси Кейн в роли Тары
- Дэвид Норона в роли Доктора Альвареза
- Крейг Шеффер в роли Кита(камео)

## Описание эпизодов
| Эпизод | Название                                                                   | Дата выхода в эфир | Режиссёр           | Сценаристы                 |
| --- | -------------------------------------------------------------------------- | ------------------ | ------------------ | -------------------------- |
| |                                                                            |                    |                    |                            |
| 9x01 | Know This, We Noticed / Знай это, мы заметили                              | 11 января 2012     | Марк Швон          | Марк Швон                  |
| Хейли встречает нового управляющего лейблом. Это оказался старый знакомый – Крис Келлер. Брук хочет создать новую линию детской одежды, а Джулиан берёт ссуду, чтобы купить студийный павильон. При этом они ощущают все прелести родительства. Они крестят малышей: Хейли крёстная, а крёстный – отец Брук. Роберт и Виктория Дэвис всё время устраивают склоки. Клей ходит по ночам, каждый раз утром оказываясь в новом месте. Это сказывается на его отношениях с Квин. Ден возвращается. Его закусочная сгорела, он просит разрешения остаться в доме Нэйтона, пока тот в отъезде. Чейз и Алекс вместе, но ссорятся из-за Криса. |                                                                            |                    |                    |                            |
| 9x02 | In The Room Where You Sleep/ В комнате, где ты спишь                       | 18 января 2012     | Джо Давола         | Марк Швон                  |
| Нэйтон просит Дена уйти. Милли и Маут продолжают работать на телевидении, но девушка недовольна, что Марвин сильно поправился. Проблемы Клея усугубляются. Поэтому вместо него в Европу летит Неэйтон. Что вызывает возмущение у Хейли. Чейз ревнует к Крису и хочет, чтобы Алекс переехала к нему. Отец Брук говорит, что нашёл инвестора для её проекта. Это приводит Викторию в бешенство. |                                                                            |                    |                    |                            |
| 9x03 | Love The Way You Lie / Нравится, как ты лжёшь                              | 25 января 2012     | Пол Йоханссон      | Ленн К. Розенфилд          |
| Из «Кафе Карен» уходит шеф-повар и открывает своё кафе напротив. Хейли не справляется одна и прибегает к помощи Дена. Чейз грустит из-за Алекс, которая уехала в тур. Крис ведёт его на стриптиз. Квин узнаёт, что Клей обманывает и не принимает лекарства. Брук встречается с инвесторами, которых привёл её отец. Во время эфира Милли говорит Мауту, что он толстый. Джулиан пытается найти арендатора для своего павильона. В спешке он оставляет одного из близнецов в машине, откуда его вытаскивает служба спасения. |                                                                            |                    |                    |                            |
| 9x04 | Don’t You Want to Share the Guilt? / Вы хотите поделить вину?              | 1 февраля 2012     | Лэс Батлер         | Никки Шифэльбэйн           |
| Квин пытается помочь Клею, но они ссорятся и Клей прогоняет её. Чейз внезапно утром обнаруживает в своей постели незнакомку, но потом выясняется, что это подружка Криса Келлера. Джулиан чувствует вину из-за того, что забыл ребёнка в машине. Брук не может простить его. Скиллз приходит на эфир к Милли и Мауту, где снова поднимается вопрос лишнего веса. Ден угрожает наркодилеру Клея, а потом и ему самому. В этот момент выясняется тайна Клея. Плакат конкурентов «В кафе Карен работают убийцы» очень злит Брук и Хейли.                                                                                                 |                                                                            |                    |                    |                            |
| 9x05 | The Killing Moon/ Смертельная луна                                         | 8 февраля 2012     | Грег Пранж         | Шейна Фивелл               |
| Чейз продолжает встречаться с Тарой за спиной Келлера. А война между кафе продолжается: Тара приносит цветок с тараканами, а Брук громит кафе. Нэйтон не возвращается домой после командировки в Европу, Хейли подозревает, что Ден может быть причастен к этому. Джулиан всё ещё боится оставаться с детьми. Клей проходит лечение в клинике. |                                                                            |                    |                    |                            |
| 9x06 | Catastrophe and the Cure / Катастрофа и лечение                            | 15 февраля 2012    | Джеймс Лафферти    | Роджер Грант               |
| Дена допрашивает полиция, но отпускает. Он составляет список своих врагов, надеясь понять, кто мог быть заинтересован в исчезновении Нэйтона. Джулиан помогает ему. А Маут пытается сам расследовать пропажу Нэйтона и рассказывает всё Клею, который продолжает лечение. Он решает уйти из клиники, а Квин встречает его по дороге, но Клей не узнаёт её. Крис узнаёт о Чейзе и Таре. Брук устраивает концерт, чтобы привлечь людей в кафе. Нэйтона похитили из-за его интересов в баскетболе, чтобы убить, но ему удалось отсрочить свою смерть. Маут кое-что выясняет и делится этим с Деном.                                      |                                                                            |                    |                    |                            |
| 9x07 | Last Known Surroundings/ Последние известные окрестности                   | 22 февраля 2012    | Остин Николс       | Марк Швон                  |
| Ден продолжает поиски Нэйтона. Джулиан обнаружил интересные детали на видео, которое Нэйтон отправлял Джейми, и делится этим с Деном. Лукас прилетает, чтобы помочь Хейли. Он забирает детей, чтобы они временно пожили с ним и Пейтон. Чейза снова призывают на службу. Брук встречается с Ксавьером, его скоро должны освободить. Он просит прощение. Но Брук не верит и выступает не в его пользу на слушаньях. Нэйтон пытается сбежать, но неудачно. |                                                                            |                    |                    |                            |
| 9x08 | A Rush of Blood to the Head/ Прилив крови к голове                         | 29 февраля 2012    | Грег Пранж         | Джон Ричардсон             |
| Брук встречает Ксавьера, он приходит в кафе. Лорен беременна, Скиллз хочет понять его ли это ребёнок, но оказалось, что отец – Дейвид. Ден использует свои знакомства со времён тюрьмы, чтобы выяснить что-то о Нэйтоне. Он и Джулиан что-то узнают. Деб возвращается и советует Хейли положиться на Дена. Клей вспоминает день смерти Сары, оказывается он не помнил что-то очень важное. Чейз пытается защитить Чака, но его арестовывают. Хейли вызывают на опознание тела. |                                                                            |                    |                    |                            |
| 9x09 | Every Breath Is a Bomb / Каждый вздох – это бомба                          | 7 марта 2012       | Питер Б. Ковальски | Йен Биггинс                |
| Ден рассказывает Хейли всё, что удалось узнать о пропаже Нэйтона. Вместе они придумывают план. Клей говорит с Квин о своём сыне. Ксавьер устраивается на работу в кафе Тары и угрожает Брук. Крис вносит залог за Чейза и говорит с Чаком, который соврал полиции. В итоге Чак рассказывает правду, но Чейза всё равно увольняют со службы в ВВС. Скиллз заставляет Мауса заниматься спортом, чтобы сбросить вес. |                                                                            |                    |                    |                            |
| 9x10 | Hardcore Will Never Die, But You Will/ Hardcore никогда не умрет, но ты да | 14 марта 2012      | Марк Швон          | Марк Швон                  |
| Джулиан и Крис видит тело наркодилера в павильоне, который арендовал Ден. Втроём они едут в место, где возможно держат Нэйтона. В Дена стреляют. Ксавьер нападает на Брук, но Тара вовремя приходит на помощь. Клей и Квин едут на могилу к Саре. |                                                                            |                    |                    |                            |
| 9x11 | Danny Boy / Дэнни Бой                                                      | 21 марта 2012      | Джо Давола         | Майкл Хирро, Дэвид Страусс |
| Нэйтон спасён, но Ден потерял много крови, в видениях он видит убийство Кита. Деб привозит Джейми и Лидию обратно. Отец Брук предлагает ей продать её бренд. Нэйтон прощает Дена. Клей и Квин забирают Логана. |                                                                            |                    |                    |                            |
| 9x12 | Anyone Who Had A Heart / Кто-нибудь у кого есть сердце                     | 28 марта 2012      | София Буш          | Брайан Л. Ридингс          |
| Брук по-прежнему злится на отца. Хейли проводит церемонию на фестивале «Горящей лодки». Мауту удалось похудеть, он хочет уйти из шоу с Миллисент, Скиллз будет ведущим вместо него. Джулиан хочет снять сериал о жителях Три Хилл. Он пишет сценарий, а Брук даёт ему свой дневник, который вела, когда училась в школе. Роберт и Виктория находят инвесторов для проектов Брук. Логан живёт с Клеем и Квин. Чейз становится владельцем бара. |                                                                            |                    |                    |                            |
| 9x13 | One Tree Hill/ Холм одного дерева                                          | 4 апреля 2012      | Марк Швон          | Марк Швон                  |
| Брук арендует бывшее кафе Тары и открывает там свой магазин одежды. Джулиан успешно снимает сериал. Квин и Клей поженились. Дмейми стал новым лучшим игроком в баскетбол школы Три Хилл. Скиллз снова с Бевин, а Милли беременна. |                                                                            |                    |                    |                            |